# Винкельхаузен, Мариса
Мари́са Винкельха́узен (нем. Marisa Winkelhausen; 3 июня 1988, Швейцария) — швейцарская кёрлингистка.
Играет на позиции второго.

## Достижения
- Чемпионат мира по кёрлингу среди женщин: золото (2015, 2019).
- Зимняя Универсиада: бронза (2013).
- Чемпионат Европы по кёрлингу: серебро (2018).
- Континентальный Кубок по кёрлингу: серебро (2016).
- Чемпионат Швейцарии по кёрлингу среди женщин: золото (2015, 2017, 2019), серебро (2012, 2018), бронза (2011, 2016).
- Чемпионат мира по кёрлингу среди юниоров: бронза (2009).

## Команды
| Сезон   | Четвёртый            | Третий               | Второй               | Первый                   | Запасной                                                                  | Турниры                                          |
| ------- | -------------------- | -------------------- | -------------------- | ------------------------ | ------------------------------------------------------------------------- | ------------------------------------------------ |
| 2006—07 | Мишель Ягги          | Мариса Винкельхаузен | Николь Швегли        | Изабель Курт             |                                                                           |                                                  |
| 2007—08 | Мишель Ягги          | Мариса Винкельхаузен | Николь Швегли        | Изабель Курт             | Gioia Oechsle                                                             | ЧМЮ 2008 (6 место)                               |
| 2008—09 | Мариса Винкельхаузен | Мартина Бауман       | Франциска Кауфман    | Изабель Курт             | Nicole Dunki тренер: Andreas Schlunegger                                  | ЧМЮ 2009                                         |
| 2009—10 | Мариса Винкельхаузен | Andrea Meyer         | Sandra Verdun-Steuri | Изабель Курт             |                                                                           |                                                  |
| 2009—10 | Мариса Винкельхаузен | Франциска Кауфман    | Изабель Курт         | Regina Rohner            | Женни Перре Andrea Meyer Marlis Kurt тренеры: Heinz Schmid, Daniel Müller | ЧШЖ 2010 (6 место)                               |
| 2009—10 | Биния Фельчер-Беели  | Коринн Буркин        | Хайке Шваллер        | Сандра Рамштайн-Аттингер | Мариса Винкельхаузен                                                      | ЧМ 2010 (10 место)                               |
| 2010—11 | Мишель Ягги          | Мариса Винкельхаузен | Stephanie Jaeggi     | Николь Швегли            | Sandra Verdun-Steuri Мелани Барбеза тренеры: Theo Schneider Анита Ягги    | ЧШЖ 2011                                         |
| 2011—12 | Мишель Ягги          | Мариса Винкельхаузен | Stephanie Jaeggi     | Николь Швегли            | Мелани Барбеза Анита Ягги тренер: Анита Ягги                              | ЧШЖ 2012                                         |
| 2012—13 | Мишель Ягги          | Мариса Винкельхаузен | Stephanie Jaeggi     | Мелани Барбеза           | Карин Маттей, Анита Ягги тренер: Анита Ягги                               | ЧШЖ 2013 (5 место)                               |
| 2012—13 | Мишель Ягги          | Мариса Винкельхаузен | Мелани Барбеза       | Нора Бауман              | Corina Mani тренер: Stefan Schmid                                         | ЗУ 2013                                          |
| 2013—14 | Мишель Ягги          | Мариса Винкельхаузен | Stephanie Jaeggi     | Мелани Барбеза           | Карин Маттей                                                              | ЧШЖ 2014 (4 место)                               |
| 2014—15 | Алина Пец            | Надин Леман          | Мариса Винкельхаузен | Николь Швегли            | Карол Ховальд (ЧМ)                                                        | ЧШЖ 2015 · ЧМ 2015                               |
| 2015—16 | Алина Пец            | Надин Леман          | Мариса Винкельхаузен | Николь Швегли            | Елена Штерн (ЧЕ)                                                          | ЧЕ 2015 (6 место) · ККК 2016 · ЧШЖ 2016          |
| 2016—17 | Алина Пец            | Надин Леман          | Мариса Винкельхаузен | Николь Швегли            | Бриар Хюрлиман (ЧМ) тренер: Мирьям Отт                                    | ЧШЖ 2017 · ЧМ 2017 (8 место) · АК 2017 (4 место) |
| 2017—18 | Алина Пец            | Надин Леман          | Мариса Винкельхаузен | Николь Швегли            | тренер: Мирьям Отт                                                        | ЧШЖ 2018                                         |
| 2018—19 | Алина Пец            | Сильвана Тиринцони   | Эстер Нойеншвандер   | Мелани Барбеза           | Мариса Винкельхаузен тренер: Мануэла Нетцер (ЧЕ, ЧМ)                      | ЧЕ 2018 · ЧШЖ 2019 · ЧМ 2019                     |

(скипы выделены полужирным шрифтом)

## Частная жизнь
Начала заниматься кёрлингом в 2001, в возрасте 13 лет.